# 非会议
非会议是一种议程由参与者推动并创建的会议。会议的筹备一般不是由某个单独机构或一小群机构组织的。最初这个术语是在奇客社群开始使用的。非会议的过程类似于开放空间技术，在其他方面其本身已经有超过20年的历史，例如未来学中的未来工作坊。非会议一般比较低调，缺乏组织性，不侧重于专业人士和嘉宾。
开放空间技术以一种充满活力和自然而然的方式组织会议议程。议程一般通过wiki来讨论，并希望其他人提供议题或者希望别人能够出席。

## 历史
非会议这个术语第一次出现在1998年的年度XML开发者会议的一份技术人员的声明中。最近这个术语的使用是Lenn Pryor在讨论BloggerCon时，并且被2004年4月举办的BloggerCon的组织者戴维·温纳(Dave Winer)普及开来。温纳领导了非会议的讨论，一个麦克风在50-200人的参与者中不断被传递。

## 方法
会议开始由组织者介绍会议的目的，并提出会议的要求。
需要说明会议的起止时间，议程，休息时的食物，上网的规则或其他任何的要求。开放空间原理和雙腳法则经常作为参与者的指南。
开幕式可以包括每位参与者向整个群体介绍自己的环节，参与者将自己的名字和希望讨论的主题写在一张白纸上，这些议题会通告给全体参与者并进行安排。

## 参与过程
非会议可以有许多不同的参与过程，这些过程通过讨论和参与才能进行。一些方式如下：
- 开放空间技术
- 动态建导
- 世界咖啡馆
- 肯定式探询
- 快速演讲

## 参看
- FOO Camp
- BarCamp